# Kyle Lafferty
Pour les articles homonymes, voir Lafferty.
Kyle Joseph George Lafferty, né le 16 septembre 1987 à Enniskillen, est un footballeur international nord-irlandais évoluant au poste d'attaquant au Kilmarnock FC.

## Biographie
Lorsque Lafferty jouait au FC Sion, il a marqué face à Lucerne, grâce à une passe de Darragi, sur une contre-attaque (3-0), puis une magnifique tête face à Zurich servi par Basha (2-2). Son plus beau but au FC Sion reste un splendide coup franc à 22 mètres face à Lucerne, où Sion l'avait emporté 3-2. Puis il marqua face au Servette de Genève sur pénalty (score final 2-0). 
Le 27 juin 2014, il signe un contrat d'une durée de trois ans avec Norwich City.
Le 2 février 2015 il est prêté à Çaykur Rizespor.
Le 24 mars 2016, il est prêté à Birmingham City.
Le 28 juin 2017, il rejoint Hearts.
Le 22 août 2018, il s'engage avec les Glasgow Rangers, club dans lequel il a déjà évolué entre 2008 et 2012.
Le 10 janvier 2020, il rejoint Sunderland.

## Palmarès
- Glasgow Rangers
  - Championnat d'Écosse (3) : 2009, 2010 et 2011.
  - Coupe d'Écosse : (1) : 2009
  - Coupe de la Ligue d'Écosse : (2) : 2010 et 2011

- Kilmarnock
  - Champion de Scottish Championship (D2) : 2022

### Distinctions personnelles
- Membre de l'équipe-type de la Scottish Championship en et 2022